# Autopsy Torment
Autopsy Torment is een Zweedse deathmetal band uit Halmstad, geformeerd in 1989, ontbonden in 1994 en sinds 1999 weer actief.

## Bezetting
Huidige bezetting
- Thomas Hedlund (drums)
- Thomas 'Devil Lee Rot' Karlsson (zang)

Voormalige leden
- Jimi 'The Demon' Fagerstig (e-basgitaar)
- Henrik Paahle (e-basgitaar)
- Knuda (e-basgitaar)
- Karl-Jan 'Sexual Goat Licker' 'Karl Vincent' Kristiansson (drums)
- Daniel 'Scyphe' Nilssen (e-gitaar)
- Nicke (e-gitaar)
- Jim 'Gorethrash' Voltage (e-gitaar)

- David 'Slaughter' Straderud (e-gitaar)
- Svinto (e-gitaar)
- Christian Curru (e-gitaar)
- Patrik 'Onkel' Andersson (e-gitaar)
- Mick Hollows (e-basgitaar, drums)
- Harri (e-gitaar)

## Geschiedenis
De band werd geformeerd in 1989 en was aanvankelijk een project van Thomas 'Devil Lee Rot' Karlsson en gitarist Patrik 'Uncle' Andersson. In hetzelfde jaar bracht de band hun eerste demo Splattered uit. In 1991 voegden drummer Karl-Jan 'Sexual Goat Licker' 'Karl Vincent' Kristiansson en de gitarist Daniel 'Scyphe' Nilssen zich bij de band. Samen namen ze de demo Darkest Rituals op, waarbij Henrik Paahle als bassist betrokken was. Het jaar daarop volgden met Nocturnal Blasphemy en The Seventh Soul of Hell nog twee demo's, voordat de band in 1994 uit elkaar ging, aangezien zanger Karlsson en drummer Kristiansson al vertrokken waren om Pagan Rites te formeren.
In 1999 werd de band opnieuw geformeerd door gitarist Nilssen en bassist Jimi 'The Demon' Fagerstig. Kort daarna sloten Karlsson en Kristiansson zich weer aan. Zanger Karlsson was echter niet aanwezig op de reünie in Göteborg, daarom kwam Ustumallagam van Denial of God voor hem in de plaats. In 2000 nam de band Orgy with the Dead op, die verscheen als een plaat met zeven nummers en een cd met het bonusnummer Gory to the Brave. Beide varianten hadden een verschillende presentatie. In 2001 kwam Thomas Hedlund als drummer bij de bezetting. In 2003 werd de gesplitste publicatie Premature met Devil Lee Rot uitgebracht bij Time Before Time Records, het was een cd-r en was beperkt tot 333 stuks. In hetzelfde jaar verscheen het album Tormentorium ook bij Painkiller Records. In april 2005 verscheen het volgende album Graveyard Creatures bij The Death Rune Records. De band bestond toen uit Karlsson en Hedlund, gitarist David 'Slaughter' Straderud en bassist Fagerstig. De compilatie 7th Ritual for the Darkest Soul of Hell, met nummers uit de oude demo's, werd in 2008 uitgebracht door Pulverized Records.

## Stijl
Volgens musicmight.com speelt de band nog steeds grindcore op de demo Splattered, terwijl ze zich tot deathmetal op Darkest Rituals wendt. Dezelfde ontwikkeling werd ook opgemerkt door Daniel Ekeroth in zijn boek Swedish Death Metal. Het beeld van de band is bloed, spiezen en ondersteboven gekeerde kruisen. Janne Stark beschreef The Heaviest Encyclopedia of Swedish Hard Rock and Heavy Metal Ever! de muziek van de band als simpele old school deathmetal. Stefan Franke van voicesfromthedarkside.de beschreef de muziek op Tormentorium als een mix van black metal en deathmetal en maakte vergelijkingen met Nifelheim, het oude Bathory, maar ook met de vroege Tiamat en Treblinka, maar zonder dat de band hun klasse bereikte.

## Discografie
- 1989: Jason Lives (demo, eigen publicatie)
- 1989: Splattered (demo, eigen publicatie)
- 1991: Darkest Rituals (demo, eigen publicatie)
- 1992: The Seventh Soul of Hell (demo, eigen publicatie)
- 1992: Moon Fog (ep, Slaughter Records)
- 1992: Nocturnal Blasphemy (demo, eigen publicatie)
- 1992: Adv.Tape (demo, eigen publicatie)
- 2001: Orgy with the Dead (ep, eigen publicatie)
- 2002: Orgy with the Dead (album, Miriquidi Productions)
- 2003: Premature Torment / Pagan from the Heat (split met Devil Lee Rot, Time Before Time Records)
- 2003: Tormentorium (album, Painkiller Records)
- 2005: Graveyard Creatures (album, Die Todesrune Records)
- 2006: Headbangers in Italy (split met Devil Lee Rot, Terror from Hell Records)
- 2008: 7th Ritual for the Darkest Soul of Hell (compilati, Pulverised Records)